# Mosaic de Teseu i Ariadna
El mosaic de Teseu i Ariadna és un mosaic del segle iii o IV es va trobar l'any 1877. Al descobrir-se se’l va anomenar Apol·lo i la Nimfa.
El primer intent d'extracció del mosaic va ser portar a terme per persones inexpertes, fet que va malmetre’n algunes parts. L'any 1930 es produeix una temptativa de compra del mosaic que és denunciada per Carles Rahola. Finalment el 15 de juliol de 1930 es ven el mosaic al Museu Arqueològic de Barcelona. L'ingrés al museu de Barcelona mai va fer-se realitat i el mes d'Octubre de 1941 el mosaic va instal·lar-se al Museu de Galligants, actual Museu Arqueològic de Catalunya, en seu a Girona. 
Pel que fa a la datació del mosaic hi ha diverses teories: Balil  mitjançant les semblances amb els altres dos paviments majors, datà el mosaic a mitjans s. III d.C. En canvi, Blázquez i altres el daten en el segle iv.
El mosaic de Teseu i Ariadna està situat al centre d'una composició geomètrica, tal com passa al mosaic de Bel·lerofont i la Quimera. També hi ha altres vincles amb els altres mosaics de Can Pau Birol com el Mosaic de Bel·lerofont i la Quimera i el Mosaic del Circ. Els rostres de Teseu i Ariadna són similars als dels aurigues del mosaic del circ, per tant, són fets per un mateix taller. Sobre un fons neutre hi ha dues figures mitològiques, sovint interpretades com a Teseu i Ariadna. Els personatges apareixen recolzats sobre un element rectangular que ha tingut diverses interpretacions: un pedestal o cipus, un pou, una columna o bé una pilastra cilindrica.
La figura masculina apareix nua, només porta una clàmide a l'esquena i porta un atribut a la mà que també ha rebut diverses interpretacions: un bucrani, una troca o un objecte esfèric.
El personatge femení, apareix vestit i no porta cap atribut, fet que dificulta la seva identificació. La primera interpretació iconogràfica, interpreta l'escena com una conversa entre Apol·lo i una nimfa. Hi ha una segona interpretació que recull que es tractava de Perseu i Andròmeda però el mateix autor va desmentir-ho en altres estudis posteriors. 
Posteriorment, s'ha identificat l'obra com una escena de Teseu i Ariadna.
A la part superior del mosaic hi ha dos elements idèntics identificats com a finestres o acrònims del propietari o el taller.
L'elecció d'un tema mitològic per la decoració d'una vil·la romana luxosa rau en el gust que tenia l'alta societat romana pels temes pagans.